# Прекомерна смртност у Совјетском Савезу под Јосифом Стаљином
Процене о броју смртних случајева које се могу приписати совјетском револуционару и диктатору Јосифу Стаљину увелико варирају. Научни консензус потврђује да архивски материјали са којих је скинута ознака тајности 1991. године садрже непобитне податке далеко супериорније од извора коришћених пре 1991. године, као што су изјаве емиграната и других доушника.
Пре распада Совјетског Савеза и архивских открића, неки историчари су процењивали да је број убијених од стране Стаљиновог режима био 20 милиона или више. Након што се Совјетски Савез распао, докази из совјетских архива су скинути тајност и истраживачима је дозвољено да их проучавају. Ово је садржало званичне евиденције о 799.455 погубљења (1921–1953), око 1,7 милиона смртних случајева у Гулагу, око 390.000 умрлих током присилног пресељења декулакизације, и до 400.000 смрти особа депортованих током 1940-их, са укупно око 3,3 милиона званично регистрованих жртава у ове категорије. Према историчару Стивену Виткрофту, отприлике милион ових смрти је било „намерно“, док се остатак догодио због занемаривања и неодговорности. Смрт најмање 5,5 до 6,5 милиона  особа у совјетској глади 1932–1933 понекад се, иако не увек, укључује у жртве Стаљиновог доба.

## Догађаји

### Гулаг
Према званичним совјетским проценама, више од 14 милиона људи је прошло кроз Гулаг од 1929. до 1953. године, а још 7 до 8 милиона је депортовано и прогнано у удаљена подручја Совјетског Савеза.
Према студији из 1993. године о недавно декласификованим архивским совјетским подацима, укупно је 1.053.829 људи умрло у Гулагу (не укључујући радне колоније) од 1934. до 1953. године (није било архивских података за период 1919–1934). ‍:1024Новији архивски подаци о смрти у Гулагу, радним колонијама и затворима заједно за 1931–1953. износили су 1,713 милиона. Према историчару Мајклу Елману, недржавне процене стварног броја погинулих у Гулагу обично су веће јер су историчари попут Роберта Конквеста узели у обзир вероватноћу непоузданог вођења евиденције. Према ауторки Ен Еплбаум, била је уобичајена пракса да се пуштају затвореници који су или боловали од неизлечивих болести или били близу смрти.
Голфо Алексопулос, професор историје на Универзитету Јужне Флориде, верује да је најмање шест милиона људи умрло од последица заточеништва у гулазима. Ову процену оспоравају други научници, а критичари као што је Ј. Харди наводе да су докази које је Алексопулос користио индиректни и погрешно протумачени. Историчар Ден Хили тврди да процена има очигледне методолошке потешкоће.
Позивајући се на материјале пре 1991. године, аутор Џон Г. Хајденрих процењује број смртних случајева на 12 милиона. Његова књига се првенствено не бави проценом смрти од репресивне политике у Совјетском Савезу, и изгледа да се ослањао на политичко и књижевно дело Александра Солжењицина Архипелаг Гулаг, за који историчар Стивен Г. Виткрофт објашњава да није замишљен као историјска чињеница али као изазов совјетским властима после година њихове тајности.
Према проценама заснованим на подацима из совјетских архива после 1991. године, током целог периода од 1929. до 1953. године било је око 1,6 милиона смртних случајева  Провизорни историјски консензус је да је од 18 милиона људи који су прошли кроз систем гулага од 1930. до 1953. године, између 1,5 и 1,7 милиона умрло као резултат њиховог затварања.

### Совјетска глад 1932-1933
Неки историчари убрајају смрт од 5,7  до можда 7,0 милиона људи у совјетској глади 1932–1933 и совјетској колективизацији пољопривреде међу жртвама репресије током Стаљиновог периода.  Ова категоризација је контроверзна, јер се историчари разликују у погледу тога да ли је глад у Украјини настала као намерни део кампање репресије против кулака и других  била ненамерна последица борба око присилне колективизације, или је првенствено била резултат природних фактора.

### Судскe егзекуције
Према званичним подацима било је 777.975 судских егзекуција због политичких оптужби од 1929-53, укључујући 681.692 у 1937-1938, годинама Велике чистке. Незваничне процене процењују укупан број смртних случајева у стаљинистичкој репресији 1937–38. на 700.000–1.200.000. Постојале су и операције масовног етничког чишћења против различитих мањина које су живеле у Стаљиновом СССР-у, познате као Националне операције НКВД-а, од којих је највећа била Пољска операција НКВД- а током које је истребљено преко 111.000 пољских комуниста и других Пољака.

### Глад у Совјетском Савезу 1946-1947
Последња велика глад која је погодила Совјетски Савез почела је у јулу 1946. године, достигла је врхунац у фебруару–августу 1947. године, а затим је брзо ослабила, иако је још увек било неких смртних случајева од глади 1948. Економиста Мајкл Елман наводи да су руке државе могле да нахране све оне који су умрли од глади. Он тврди да да је политика совјетског режима била другачија, глади можда не би било уопште или је било много мање. Елман тврди да је глад довела до процењених 1 до 1,5 милиона живота изгубљених поред секундарних губитака становништва услед смањене плодности.

### Трансфер становништва од стране Совјетског Савеза

#### Депортација кулака
Велики број кулака, без обзира на њихову националност, пресељен је у Сибир и Средњу Азију. Према подацима из совјетских архива, који су објављени 1990. године, 1.803.392 људи је послато у радне колоније и логоре 1930. и 1931. године, а 1.317.022 је стигло на одредиште. Депортације у мањим размерама настављене су и после 1931. године. Подаци из совјетских архива показују да је 2,4 милиона кулака депортовано од 1930-1934. Пријављен број кулака и њихових сродника који су умрли у радним колонијама од 1932. до 1940. године износио је 389.521. Популарни писац историје Сајмон Сибаг Монтефјоре проценио је да је 15 милиона кулака и њихових породица депортовано до 1937; током депортације много људи је умрло, али се не зна пун број.

#### Присилна насеља у Совјетском Савезу 1939–1953
Према руском историчару Павлу Пољану, 5,870 милиона људи је депортовано у присилна насеља од 1920-1952, укључујући 3,125 милиона од 1939-1952. Те етничке мањине које су сматране претњом совјетској безбедности 1939–52. биле су присилно депортоване у специјална насеља којима је управљао НКВД. Пољаци, Украјинци из западних региона, совјетски Немци, Балти и Естонци, народи са Кавказа и Крима били су примарне жртве ове политике. Подаци из совјетских архива наводе 309.521 смрт у Посебним насељима од 1941–48 и 73.454 у 1949–50. Према Полиану, овим људима није било дозвољено да се врате у своје матичне регионе све до после Стаљинове смрти, изузетак су били совјетски Немци којима није било дозвољено да се врате у област Волге у Совјетском Савезу. Према совјетским архивама, највећа стопа смртности забележена је код људи са Северног Кавказа (Чечени, Ингуши) са 144.704 умрлих, или 24,7% целокупног депортованог становништва, као и 44.125 умрлих са Крима, или стопом смртности од 19,3%.

### Катињски масакр
Масакр је био подстакнут предлогом шефа НКВД-а Лаврентија Берије да се погубе сви заробљени чланови пољског официрског корпуса, од 5. марта 1940, који је одобрио Политбиро Комунистичке партије Совјетског Савеза, укључујући њеног вођу Јосифа Стаљина. Број жртава се процењује на око 22.000.

## Укупан број жртава

### Подаци пописа
Пишући у часопису Славиц Ревиев, демографи Барбара Андерсон и Брајан Силвер тврдили су да ограничени подаци пописа чине немогућим прецизан број умрлих. Уместо тога, они нуде вероватан распон од 3,2 до 5,5 милиона вишка смртних случајева за цео Совјетски Савез од 1926. до 1939. године, период који обухвата колективизацију, грађански рат на селу, чистке касних 1930-их и велике епидемије тифуса и маларије. Амерички историчар Ричард Пајпс је 2001. године тврдио да се становништво смањило за 9 до 10 милиона људи од пописа од 1932. до 1939. године. 17. Конгрес УЦП проценио је да је становништво СССР-а било 168 милиона 1933. године и предвидео да ће порасти на 180 милиона до 1937. године, али је попис из 1937. забележио само 162 милиона људи, што је смањење становништва. Стопа смртности била је двоструко већа од просечне у Европи у то време.

### Савремене процене
Неки историчари тврде да је број погинулих био око 20 милиона, цифра заснована на Конквистовој књизи Велики терор (1968), при чему се неке процене делимично ослањају на демографске губитке као што је Конквист. Британски историчар Сајмон Себаг Монтефјоре је 2003. године сугерисао да је Стаљин на крају одговоран за смрт најмање 20 милиона људи. Политиколог Рудолф Румел је 2006. године написао да су раније веће процене укупног броја жртава тачне, иако је укључио и оне које је убила влада Совјетског Савеза у другим источноевропским земљама.  У свом најновијем издању Великог терора (2007), Цонкуест је изјавио да, иако тачни бројеви можда никада неће бити познати са потпуном сигурношћу, најмање 15 милиона људи је убијено „од читавог низа терора совјетског режима“. Према Барбари Андерсон и Брајану Силверу, историчари попут Роберта Конквеста направили су најпримитивније грешке. Они су тврдили да су ови Хладни ратници преценили стопе наталитета и потценили утицај асимилације, кроз коју су многи Украјинци преименовани у Русе на попису из 1939. године, мешајући дефицит становништва, који укључује нерођену децу, са вишком смртних случајева.
Историчари као што су Ј. Арцх Гетти, Степхен Г. Вхеатцрофт и други, инсистирају да је отварање совјетских архива потврдило ниже процене које је изнела ревизионистичка школа. Године 2011., након процене двадесетогодишњег историјског истраживања у источноевропским архивима, амерички историчар Тимоти Д. Снајдер изјавио је да је Стаљин намерно убио око 6 милиона, што се повећава на 9 милиона ако се узму у обзир предвидиве смрти које су произашле из политике. Амерички историчар Вилијам Д. Рубинштајн закључио је да је, чак и према најконзервативнијим проценама, Стаљин одговоран за смрт најмање 7 милиона људи, или око 4,2% укупне популације СССР-а.
Неки историчари сматрају да су званични архивски подаци о категоријама које су забележиле совјетске власти непоуздане и непотпуне. Поред неуспеха у вези са свеобухватним снимцима, као још један пример, канадски историчар Роберт Гелатели и Монтефјоре тврде да многи осумњичени који су претучени и мучени на смрт док су били у „истражном притвору” вероватно нису били убројани међу погубљене. Супротно томе, Виткрофт наводи да је пре отварања архива за историјска истраживања „наше разумевање размера и природе совјетске репресије било изузетно лоше“ и да су неки стручњаци који желе да задрже раније високе процене стаљинистичких мртвих „тешко да се прилагоде новим околностима када су архиве отворене и када има доста непобитних података“ и уместо тога „задрже своје старе совјетолошке методе са заокруженим прорачунима заснованим на чудним изјавама емиграната и других доушника који су требало би да има супериорно знање." Британски историчар Мајкл Елман тврди да масовне смрти од глади треба ставити у другу категорију од жртава репресије, помињући да су током руске историје глад и суше биле уобичајена појава, укључујући и руску глад 1921-1922., покренут политиком ратног комунизма Стаљиновог претходника Владимира Лењина, у којој је убијено око пет милиона људи.
Он такође наводи да је глад била распрострањена широм света у 19. и 20. веку у земљама попут Кине, Индије, Ирске и Русије. Елман је упоредио понашање стаљинистичког режима у односу на Холодомор са понашањем британске владе (према Ирској и Индији ) и Г8 у савремено доба. Према Елману, Г8 је „крив за масовно убиство из нехата или масовну смрт због криминалног немара јер нису предузели очигледне мере да смање масовне смрти“, а Стаљиново „понашање није било ништа горе од понашања многих владара у деветнаестом и двадесетом веку“. Бен Кирнан, амерички академик и историчар, описао је Стаљиново доба као „далеко најкрвавије у совјетској или чак руској историји“.
| Догађај                   | Est. број умрлих    |
| ------------------------- | ------------------- |
| Декулакизација            | 530.000–600.000     |
| Велика чистка             | 700.000–1.200.000   |
| Гулаг                     | 1.500.000–1.713.000 |
| Совјетске депортације     | 450.000–566.000     |
| Катињски масакр           | 22.000              |
| Голодомор                 | 2.500.000–4.000.000 |
| Казахстанска глад 1931-33 | 1,450,000           |

## Оптужбе за геноцид
Стаљин је оптужен за геноцид у случајевима присилног пресељења становништва у Совјетски Савез. Рафаел Лемкин, адвокат пољско - јеврејског порекла који је иницирао Конвенцију о геноциду и сам сковао термин геноцид, претпоставио је да је геноцид почињен у контексту масовне депортације Чечена, Ингуша, Поволжких Немаца, Кримских Татара, Калмика и Карачаја. Неки академици се не слажу са класификацијом депортације као геноцида. Професор Александар Статијев тврди да Стаљинова администрација није имала свесну геноцидну намеру да истреби различите депортоване народе, али да су совјетска „политичка култура, лоше планирање, журба и несташице у рату били одговорни за геноцидну стопу смртности међу њима“. Он пре сматра ове депортације примером совјетске асимилације „нежељених нација“. Према професору Амиру Вајнеру, „... Режим је настојао да искорени њихов територијални идентитет, а не њихово физичко постојање или чак њихов посебан етнички идентитет “. Према професорки Франсин Хирш, „иако је совјетски режим практиковао политику дискриминације и искључивања, није практиковао оно што су савременици сматрали расном политиком “. За њу су ове масовне депортације биле засноване на концепту да су националности „друштвено-историјске групе са заједничком свешћу, а не расно-биолошке групе“. За разлику од овог гледишта, Џон К. Чанг тврди да су депортације у ствари биле засноване на етничкој припадности и да „друштвени историчари“ на Западу нису успели да се залажу за права маргинализованих етничких група у Совјетском Савезу.
Савремени историчари ове депортације класификују као злочин против човечности и етнички прогон. Два од ових случајева масовне депортације са највећом стопом смртности, депортација кримских Татара и депортација Чечена и Ингуша, признали су као геноцид од стране Украјине (и још 3 друге земље) и Европског парламента. Дана 26. априла 1991. Врховни совјет Руске Социјалистичке Федеративне Совјетске Републике, под његовим председавајућим Борисом Јељцином, донео је закон о рехабилитацији репресивних народа са чланом 2 којим се све масовне депортације осуђују као „Стаљинова политика клевете и геноцида“.
Историчари и даље расправљају о томе да ли украјинску глад из 1932-33, познату у Украјини као Холодомор, треба назвати геноцидом. Двадесет шест земаља званично га признаје под законском дефиницијом геноцида. Украјински парламент је 2006. прогласио то таквим, а 2010. украјински суд је постхумно осудио Стаљина, Лазара Кагановича, Станислава Косиора и друге совјетске лидере за геноцид. Међу неким украјинским националистима популарна је идеја да је Стаљин свесно организовао глад да би потиснуо националне жеље у украјинском народу. Ово тумачење оспоравају новије историјске студије. Они су артикулисали став да, иако је Стаљинова политика значајно допринела високој стопи смртности, нема доказа да су Стаљин или совјетска влада свесно произвели глад. Идеја да је ово био циљани напад на Украјинце је компликована због широко распрострањене патње која је погодила и друге совјетске народе током глади, укључујући и Русе. Унутар Украјине, етнички Пољаци и Бугари умрли су у сличним размерама као и етнички Украјинци. Упркос недостатку јасне намере са Стаљинове стране, историчар Норман Најмарк је приметио да, иако можда нема довољно „доказа да га осуди на међународном суду правде као геноцида [...], то не значи да сам догађај не може бити оцењен као геноцид“.